# バジル
バジル（英語: Basil、羅勒（ラロク）、蘿艻、学名: Ocimum basilicum）は、シソ科メボウキ属の多年草（日本では越冬できないので一年草として扱われる）。インド、熱帯アジア原産のハーブである。和名はメボウキ（目箒）。イタリア語由来のバジリコ (Basilico) の名でも知られる。リンネの『植物の種』(1753年) で記載された植物種の1つでもある。トマトを使った料理によく合い、胃腸を整えたり、食欲増進の作用がある。

## 名称
英語名 Basil（バジル）ならびにイタリア語名 Basilico（バジリコ）の名称は、「王」を意味するギリシャ語の βασιλεύς （バシレウス）に由来するという説のほか、伝説上の怪物バジリスク（英: basilisk, 羅: basiliscus, 古希: βασιλίσκος [basiliskos]）に由来するという説もある。ただし、怪物バジリスクの名称も元はギリシャ語の βασιλεύς に由来している。
和名のメボウキ（目箒）は、種子（果実）が水分を吸収するとすぐにゼリー状の物質に包まれるようになり、これが目に入ったゴミをとるのに役立ったというところから名付けられている。

## 特徴
インド、熱帯アジア原産。アフリカとユーラシア大陸の熱帯に分布する。日本では一年生草本。「バジル」と呼ばれるハーブには、Ocimum basilicum 以外の種に由来するものもふくめ、およそ150種類の栽培品種があるといわれ、中でも最もポピュラーなバジルの品種がスイートバジル（O. basilicum）である。バジルの葉は緑色が一般的であるが、紫種（パープルバジル O. basilicum 'Purpurescens' など）もある。香りの主成分はメチルカビコール（エストラゴール）、リナロール、シネオール、オイゲノールで、刺激性は低く生でも食べられる。スイートバジル種は、葉に甘くてスパイシーな芳香がある。
ドライにしても食べられるハーブで、カロテンやビタミンEのほか、ミネラル分も豊富。熱帯アジア、インド原産のため寒さに弱い。植えつけは、気温が十分に上がる5月が適期。
一般的なスイートバジルでは草丈60センチメートル (cm) から90 cmになり、品種によって30 cmから150 cmまで生長する。太い直根性の根を延ばす。主茎は直立し、よく分枝する。茎の断面は四角形で、葉は5 - 6 cmの葉柄がついて対生する。葉身は卵形で長さ5 - 12 cmあり、葉縁に鈍鋸歯がつき、表面はやや波状で光沢がある緑色、裏面は灰緑色である。ただし、栽培品種によって葉は様々な大きさと形をしている。花穂は各枝の先につき、花穂の長さは12 - 25 cm、各節に6花ずつ輪生する。花は小さく、白色の唇形花で長さ1 cm、雄しべは4本つく。果実は長球形で長さ2ミリメートル (mm) 、幅1.5 mmほどで、黒色をしている。果実（種子）は脱落するとすぐ発芽するため、休眠期はないと考えられている。

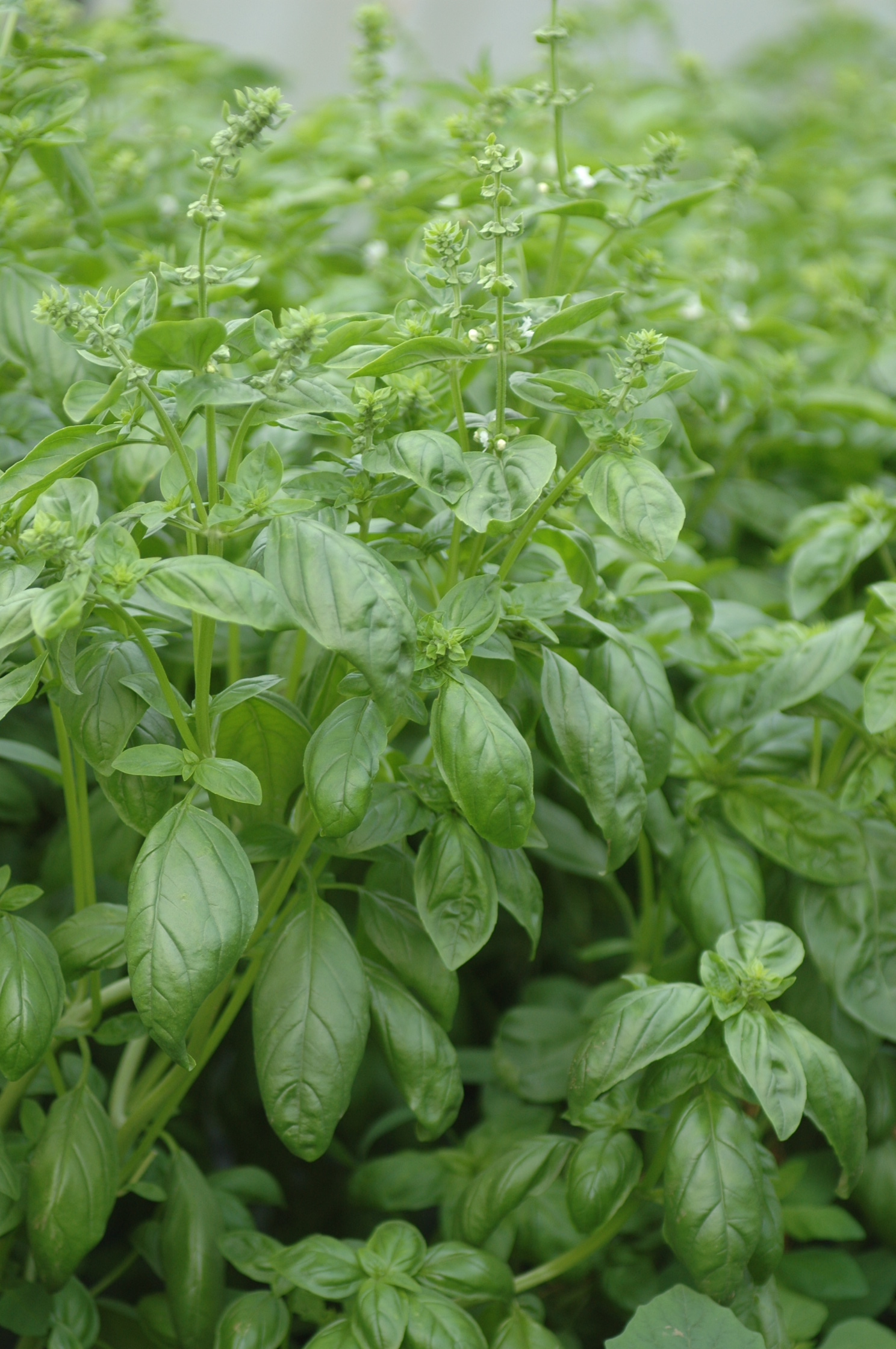
成長したバジル
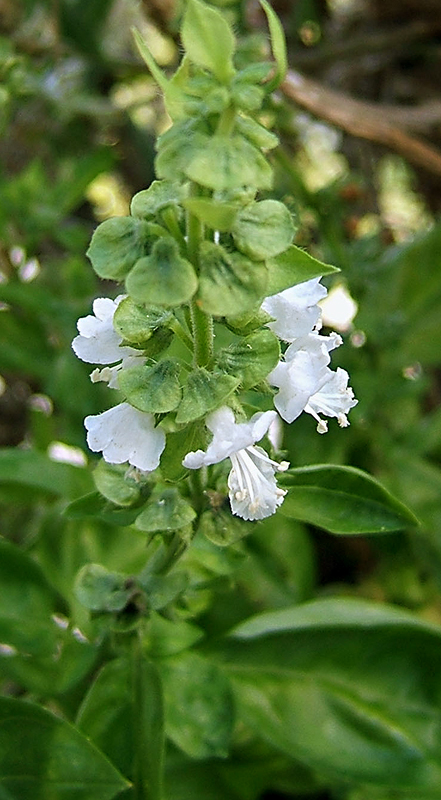
バジルの花
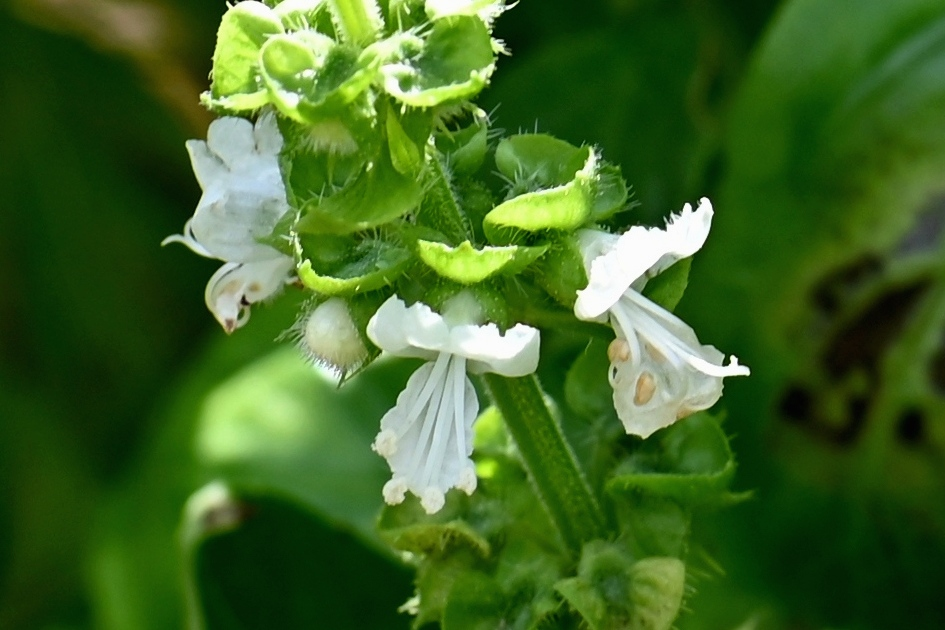
バジルの花（拡大）

## 歴史

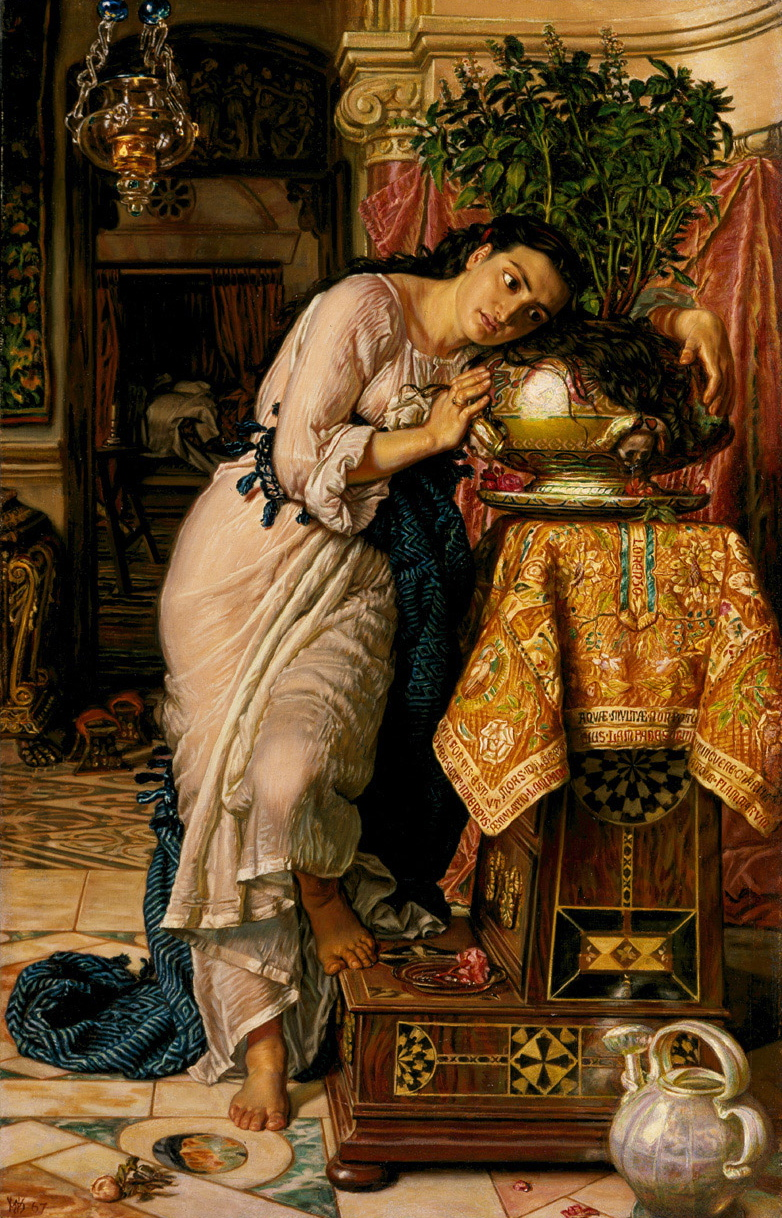
絵画に描かれたバジル

インド、マレーシアの熱帯アジア原産で、16世紀にヨーロッパへ紹介された。バジルは、アレキサンダー大王によって、インドからヨーロッパに伝えられたとする説がある。イギリスには16世紀に、アメリカには17世紀に渡来している。
インドではホーリーバジルが、クリシュナ神とヴィシュヌ神に捧げる神聖なハーブとされる。ヒンズー教の聖なるハーブであり、アーユルヴェーダ医学では、トゥルシ(Tulasi)と呼ばれ、ジュースに用いられる。またバジルは、ペルシャ、エジプトでは墓に植える草とされていた。
歴史的にみて、とてもよく知られているハーブであり、様々な儀礼や迷信と結びついている。昔のインドでは葬儀の際に死者の横にバジルを供えることで、故人が黄泉の国へ無事にたどり着けると考えられた。中世ヨーロッパでは、サソリがバジルを好むと考えられており、粉末にしたバジルを吸い込むと頭のなかにサソリが沸くと信じられていた。
日本へは江戸時代に中国から薬草として導入された。文献では、貝原益軒の『大和本草』（1709年）の雑草類に「羅勒」として出たのが始めである。明治初年以降にしばしば導入されてきたが普及には至らず、もっぱら乾燥品が輸入されてきた。日本でも2000年代以降は生葉も市場に流通するようになり、イタリア料理に用いられるようになった。

## 栽培
十分な日当たりがあり、肥沃で水はけが良く、風通しの良いところに植え付けて栽培する。暑さに強く、寒さには弱い性質で、春の暖かくなったころに種をまき、初夏から初秋にかけて葉を利用するため収穫する。栽培難度はふつうで、連作は可能である。発芽には25度くらいの温度が必要。生育には10度以上の温度が必要で、栽培適温は25 - 30度とされ、15度では生育が極めて悪く、20度でも生育が緩慢である。ヨーロッパでは夏期高温になる地中海沿岸ではよく栽培されているが、夏の温度が不足するイギリスやドイツなどでは栽培がほとんど行われていない。日本では北海道での生育がよくないといわれている。播種から開花までにかかる日数は種まきの時期（気温）にもよるが、おおよそ60日前後である。栽培時期にかかわらず、一定の時期を過ぎると花が咲き、冬季室温で栽培してもよく開花結実するため、日長による開花の影響はほとんどないと考えられている。乾燥しすぎると葉がかたくなり品質を損ねてしまうため、適時灌水を行う。
畑は堆肥や有機肥料をすき込んで、幅20 - 30センチメートル (cm) ほどの畝を立てる。日本では遅霜に遭うと芽が出ないため、種まきは5月ごろに行われる。加温設備があれば周年栽培することもできる。直まき栽培と移植栽培の方法があり、移植栽培では、育苗箱にまいてポット上げしたり、ビニールハウスなどに播種して本葉4枚になった苗を畑に移植する。直まきでは、株間は15 - 40 cmほど空けて、1箇所に4 - 5粒ほど点まきする。極めて容易で4 - 5日ほどで芽が出てくるので、間引きして1箇所に1本とする。育苗ポットで本葉4 - 7枚の苗をつくり、25 cm以上の間隔をあけて畑に植え替えても良い。
気温が上がってくると株は生長の勢いを増し、草丈が延びてくるようになる。追肥は、生長をみながら10 - 20日ぐらいの割合で、少量の肥料を畝のわきにばらまいて土を寄せる。草丈15 - 20センチメートル (cm) になってから、収穫を兼ねて延びた先端の葉を順次摘み取って利用する。先端の芽を摘み取ることによってわき芽が出て、枝が増えるようになり、夏から秋まで茎の先端を摘んで次々と収穫できる。花が咲くと新しい葉が出なくなってしまうため、葉を収穫する目的の場合は、収穫を兼ねて早めに花蕾を摘み取るようにする。開花後は葉がかたくなるのでその前に収穫する。7月中旬ごろに茎を半分に切り詰めると新芽が伸びてくるので、秋に再度収穫ができるようになる。バジルはシソと同じく、花穂が結実すると枯れる。
スイートバジルは育てやすく、庭の片隅や鉢植えなどでも市販の苗を購入して植えれば気軽に育てることもできる。
土が乾きすぎないようにして育てていくが、過湿には注意する必要があり、土壌水分が多すぎると立枯病の被害を受けることがある。害虫としてはダニの被害を受けることがあり、ダニの害を受けると若い葉から萎縮してウイルス病に似た症状が見られ、被害が進むと枯れてしまう。

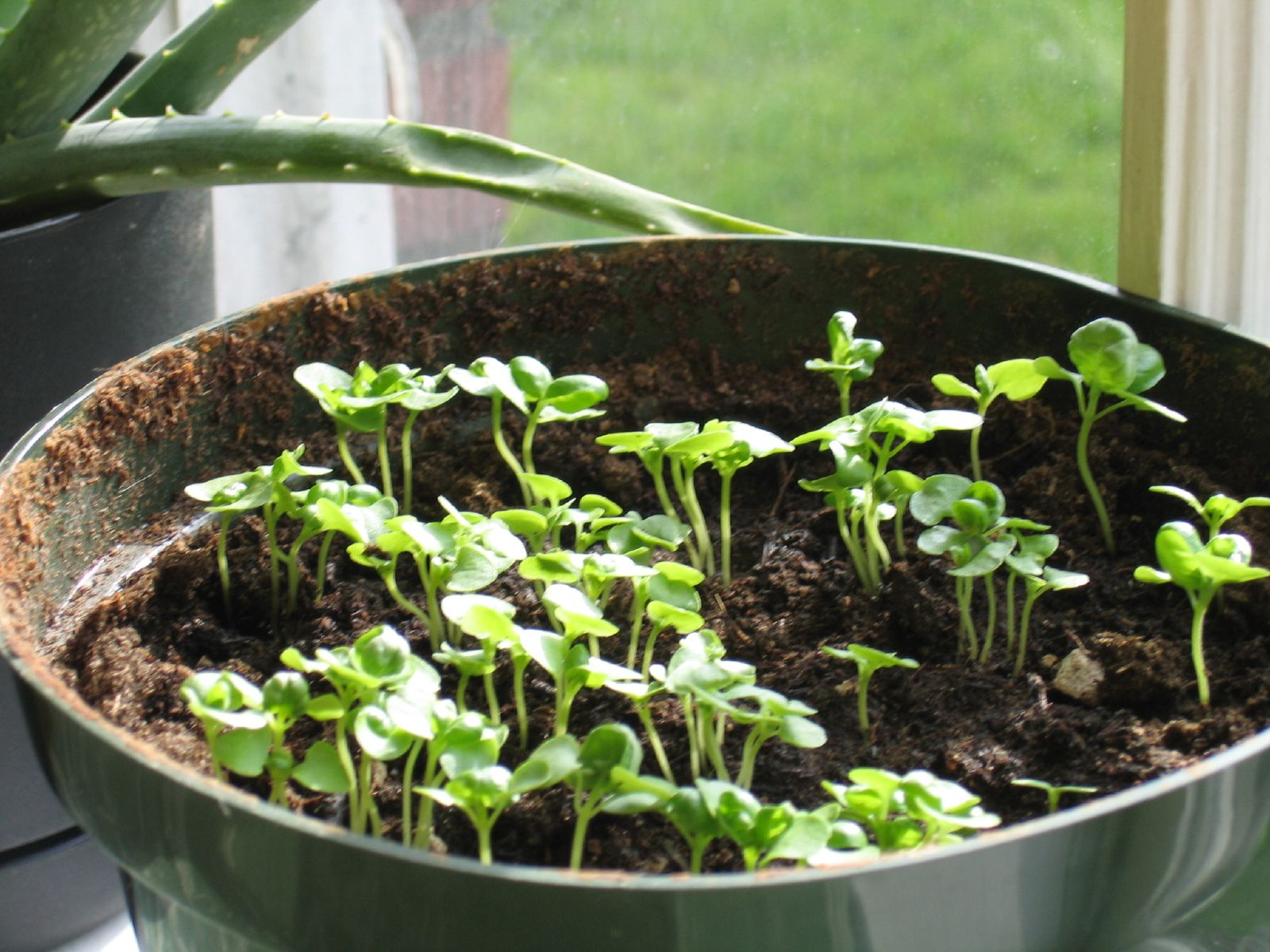
芽吹いた直後のバジル
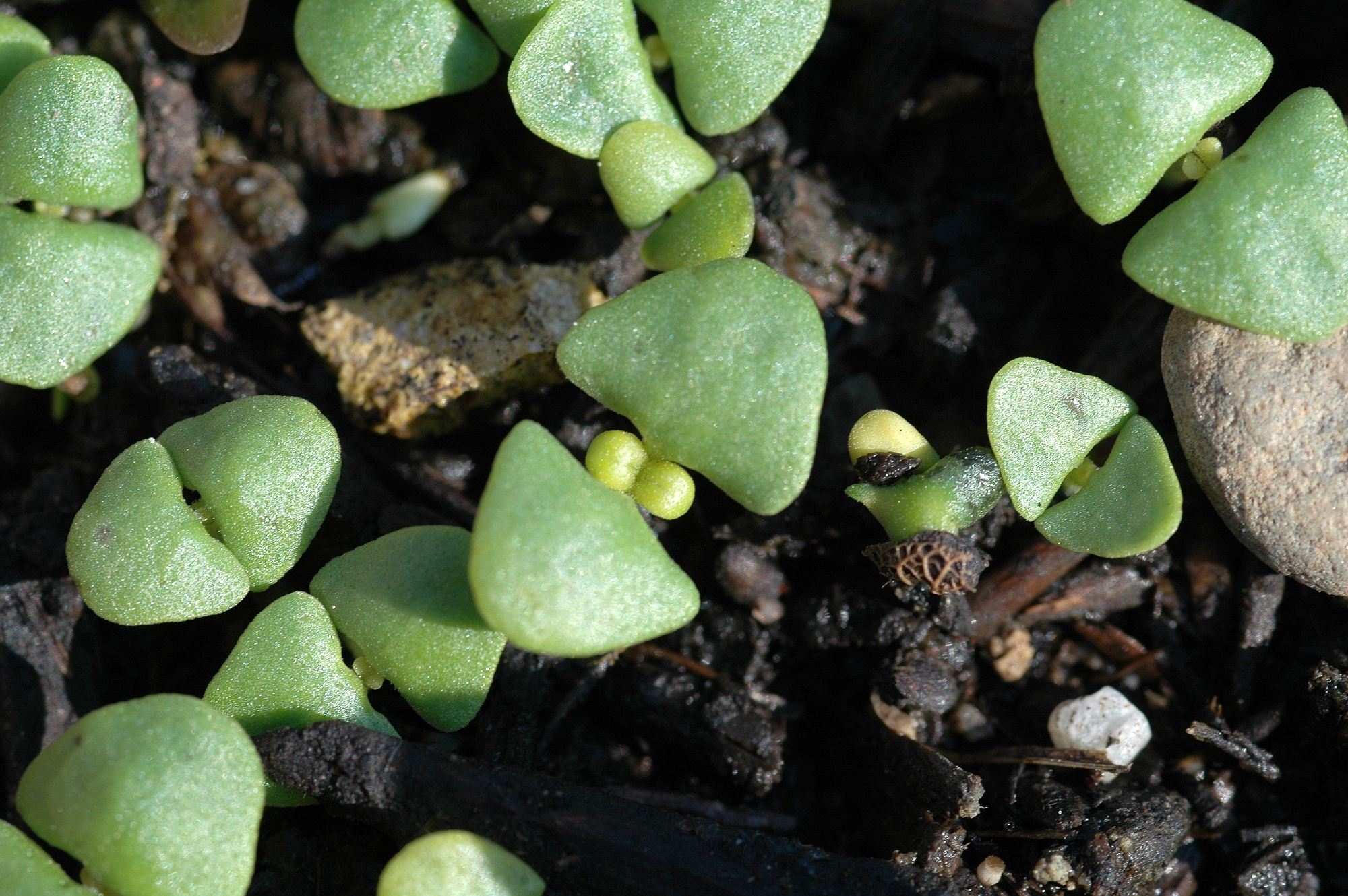
バジルの双葉
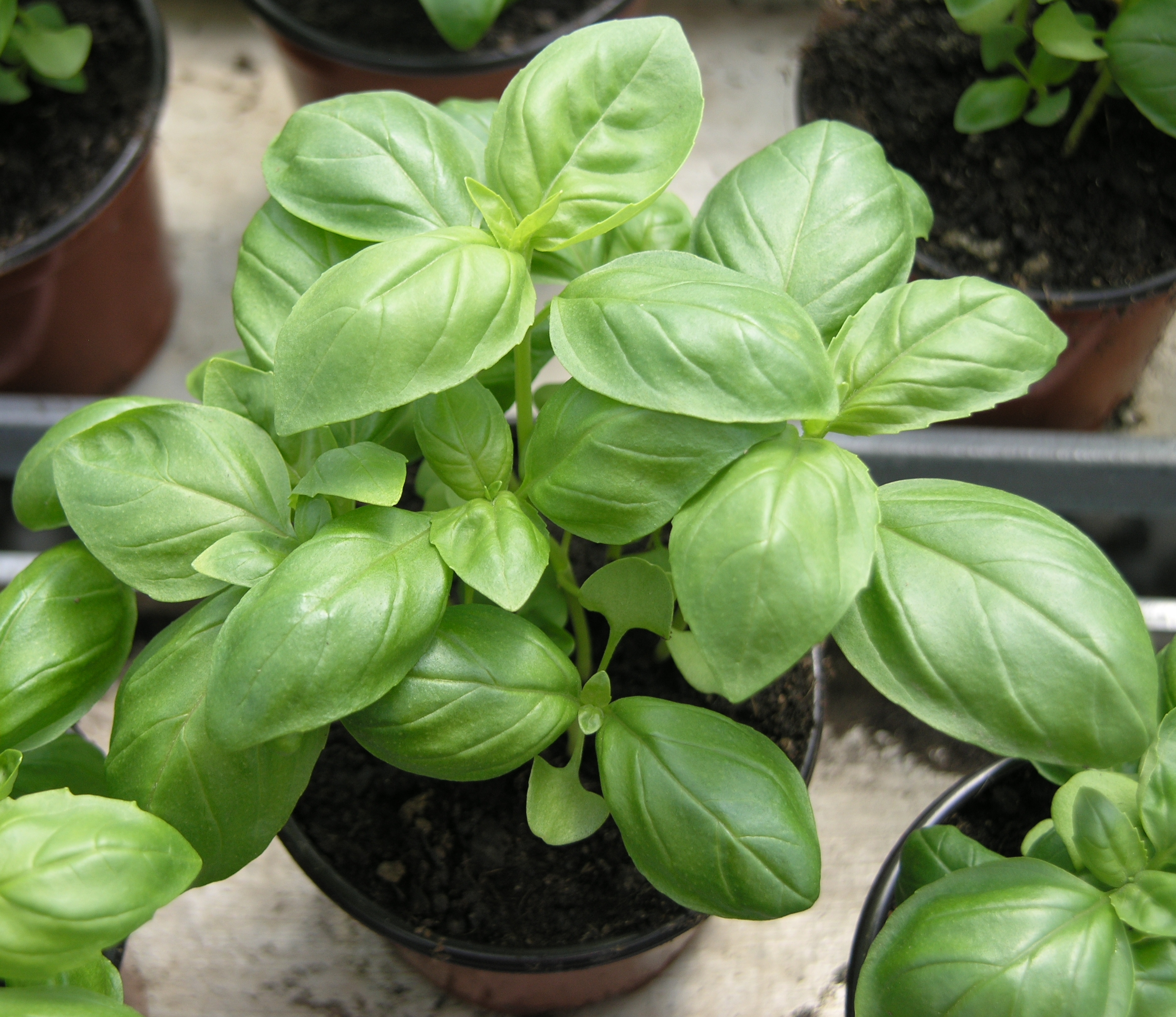
小さなバジル
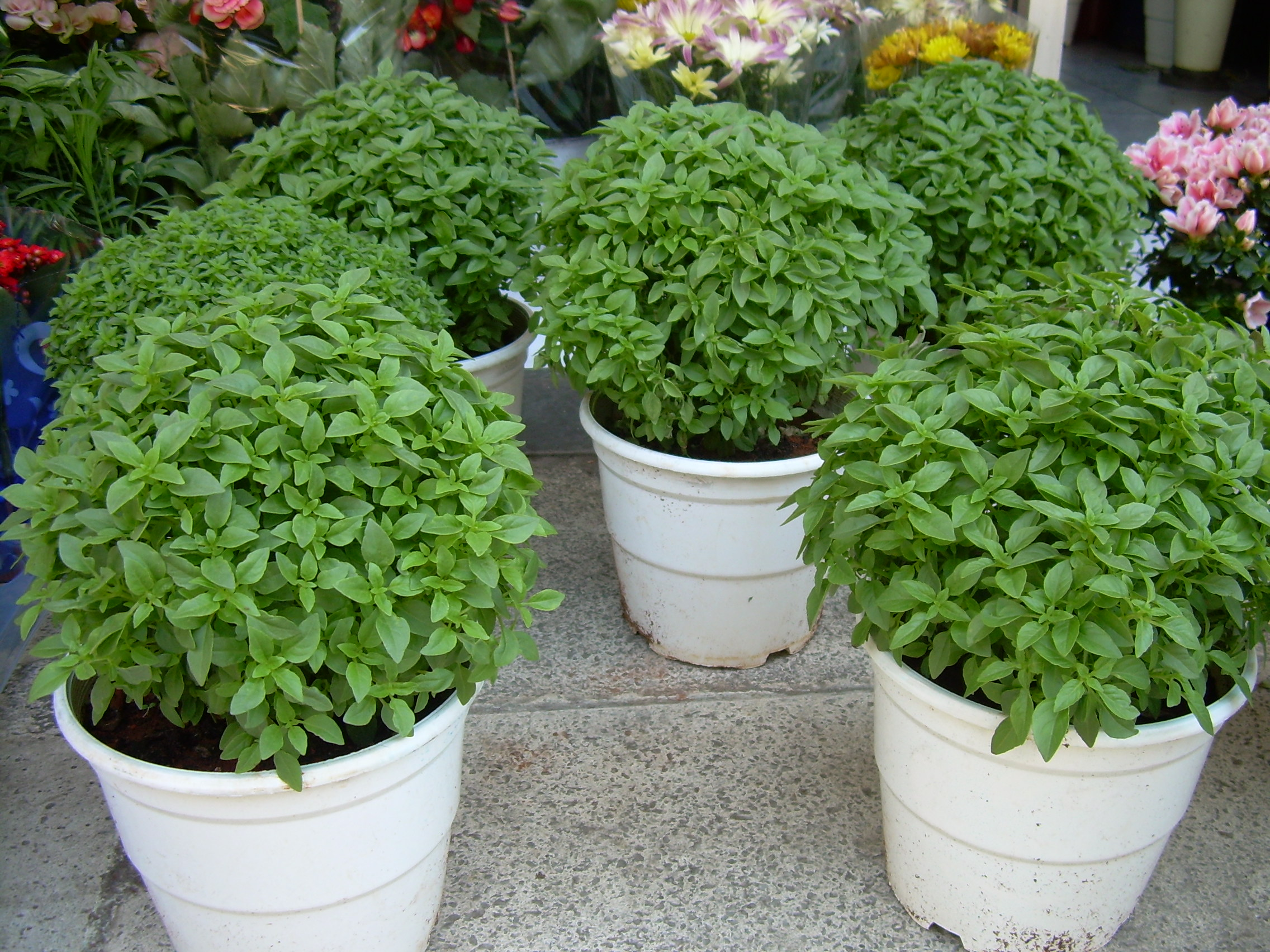
鉢一杯のバジル
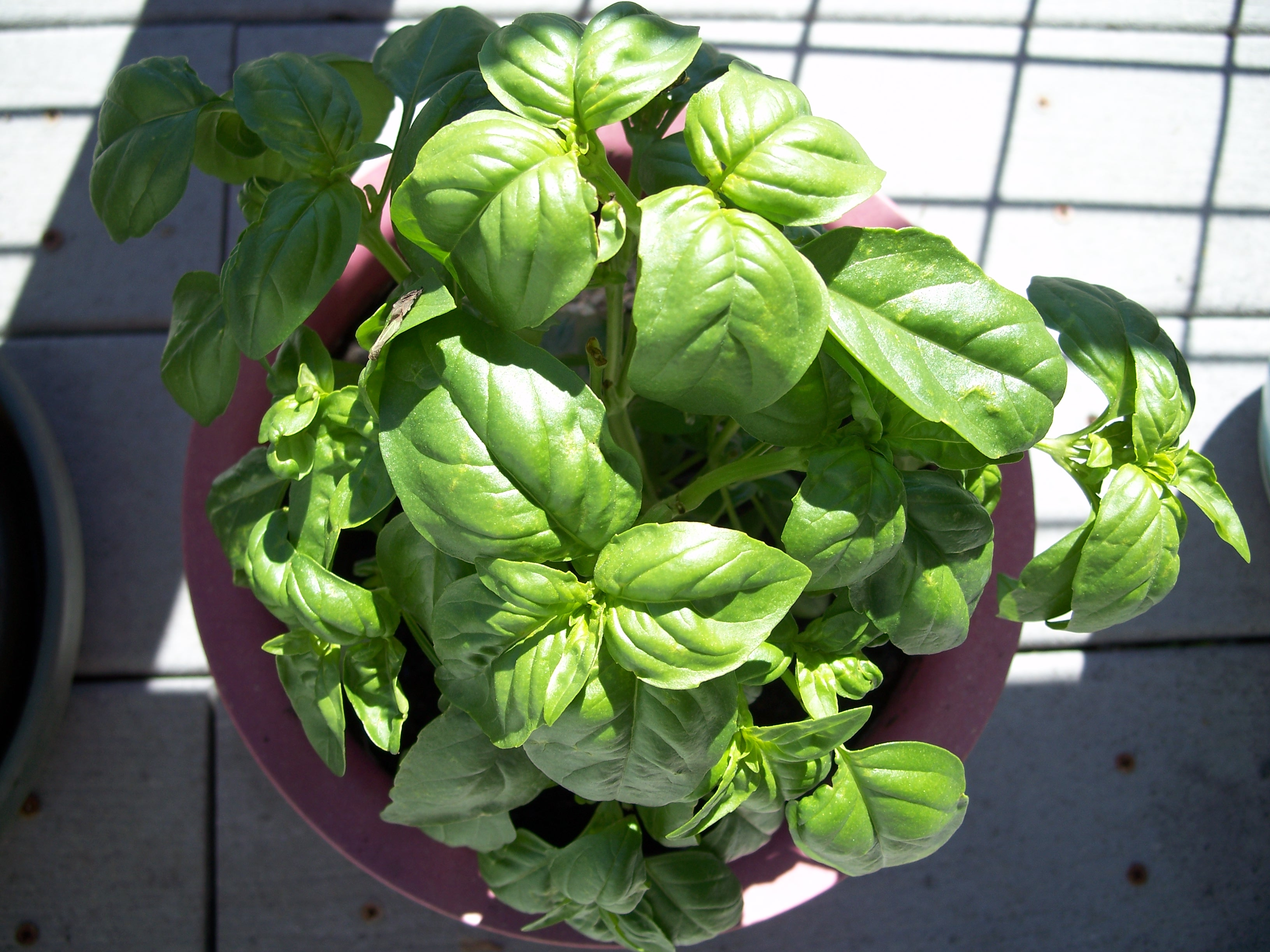
スイートバジル
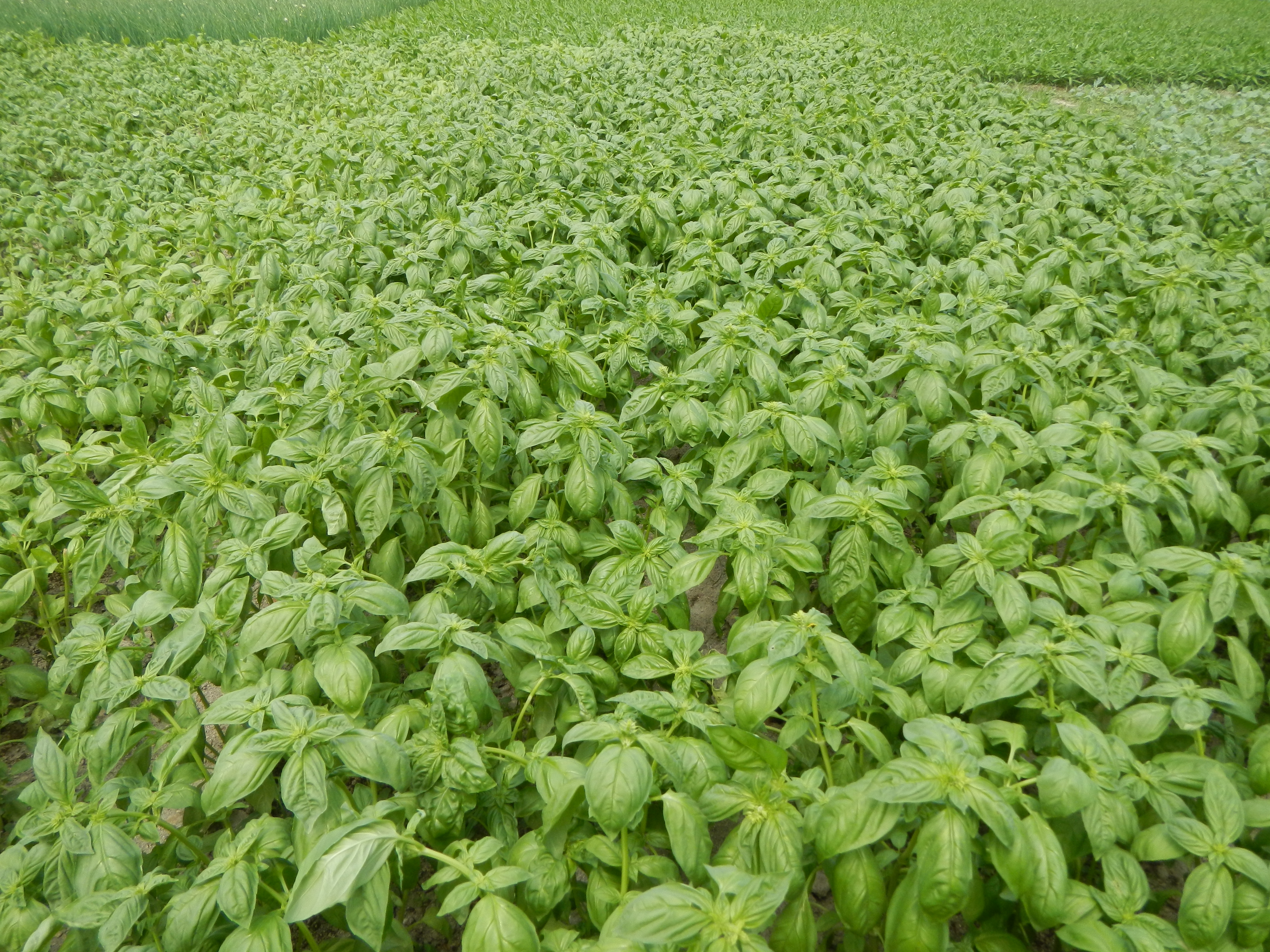
バジル畑

## 食用
バジルはヨーロッパからアフリカ、東南アジアまで世界中で愛用されている食用ハーブである。料理に使われるバジルの品種はスイートバジル (Sweet basil) が主に利用されており、一般に「バジル」というとスイートバジルのことを指す。「ハーブの王様」とよばれることもあり、使用範囲は幅広くどんな料理にもよく合い、美味しく引き立てて食欲を増進させる。特にイタリアと南フランスでは重要な香辛料野菜として用いられ、日本では主にイタリア料理で用いられている。スパイシーで甘い香りが特徴でトマトやチーズとの相性が良く、イタリア料理においては「バジリコ」として馴染みがあり、パスタやピッツァ、サラダに、ソースに活用されている。乾燥品も利用されているが、一般に風味が良いの生葉のほうである。日本においては、有名メーカー製の家庭用乾燥ハーブが「バジル」と称される一方で、産地および料理からイタリア語の呼称、バジリコが使われることもある。

### 葉

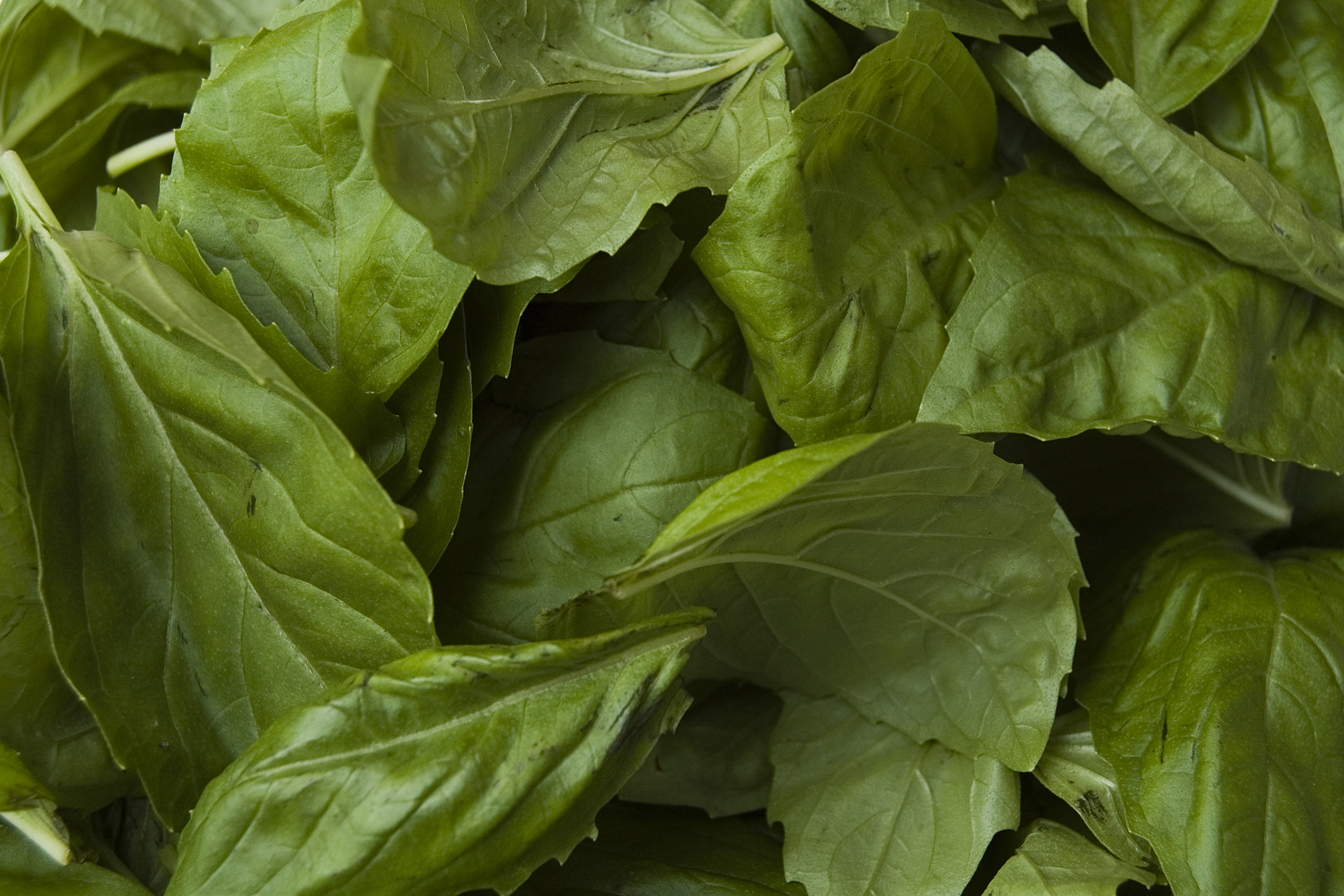
バジルの葉

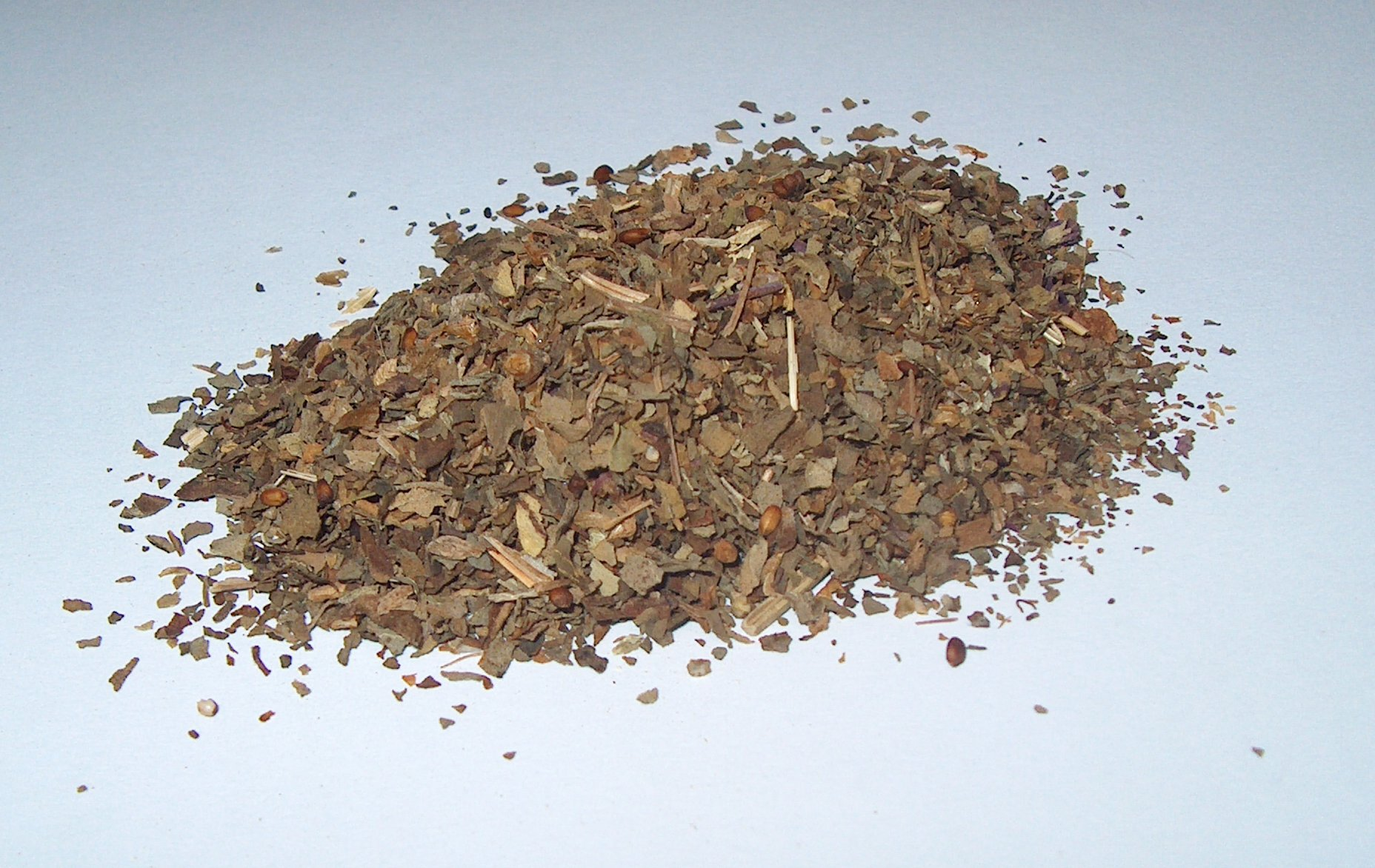
乾燥させたバジルの葉

フレッシュの葉は7 - 8月が旬とされ、葉の緑色が濃くて張りのあるものが良品とされる。特有の香りは加熱調理をすると飛びやすいため、料理の仕上げに加えるとバジル本来の香りを生かすことができる。肉、卵、トマトの料理によく用いられ、フレッシュ（生葉）やオイル漬け、ペースト、ドライ（乾燥葉）など幅広く使われている。同量のドライ（乾燥バジル）は香りが強いため、フレッシュよりも控えめに使用する。
バジルの利用法としてはジェノヴァ付近で作られるペスト・ジェノヴェーゼ（ジェノヴァのソース）が有名である。日本では、ペスト・ジェノヴェーゼ、あるいは類似のソースは、スパゲッティに和えたり、その他にかけて用いられている。
新鮮なスイートバジルの葉とモッツァレッラチーズとトマトをあわせたサラダは、インサラータ・カプレーゼ（Insalata Caprese、「カプリ風サラダ」の意）といい、イタリアの国旗と同じ配色で、イタリアを象徴するサラダとなっている。ナポリピッツァの一つマルゲリータも、ピザの生地にモッツァレッラ、トマト、バジルの葉をトッピングしたものである。紫種のバジルをビネガーに漬け込むと、赤紫色の色がつき、バジルビネガーができる。
葉がやわらかいため、新鮮なうちに使い切るようにするのが基本である。金属を嫌うため、包丁は使わないで手でちぎるようして使う。保存する場合、フレッシュ葉を数日で使い切ることが前提であれば、生葉のまま湿らせたペーパータオルなどに包んで、保存容器にいれて冷蔵保存する。長期保存する場合は、刻んだ葉を香りが飛ばないように密閉できる保存容器に入れて冷凍保存する。冷凍保存品を使うときは、解凍せずに凍ったまま調理中の炒め物やソースの仕上げに加える。バジルの葉にニンニクや松の実、パルメザンチーズ、オリーブオイルを加えて粉砕し、ペースト状にしたペスト・アッラ・ジェノヴェーゼにすると、冷蔵保存で2 - 3週間は保存できる。

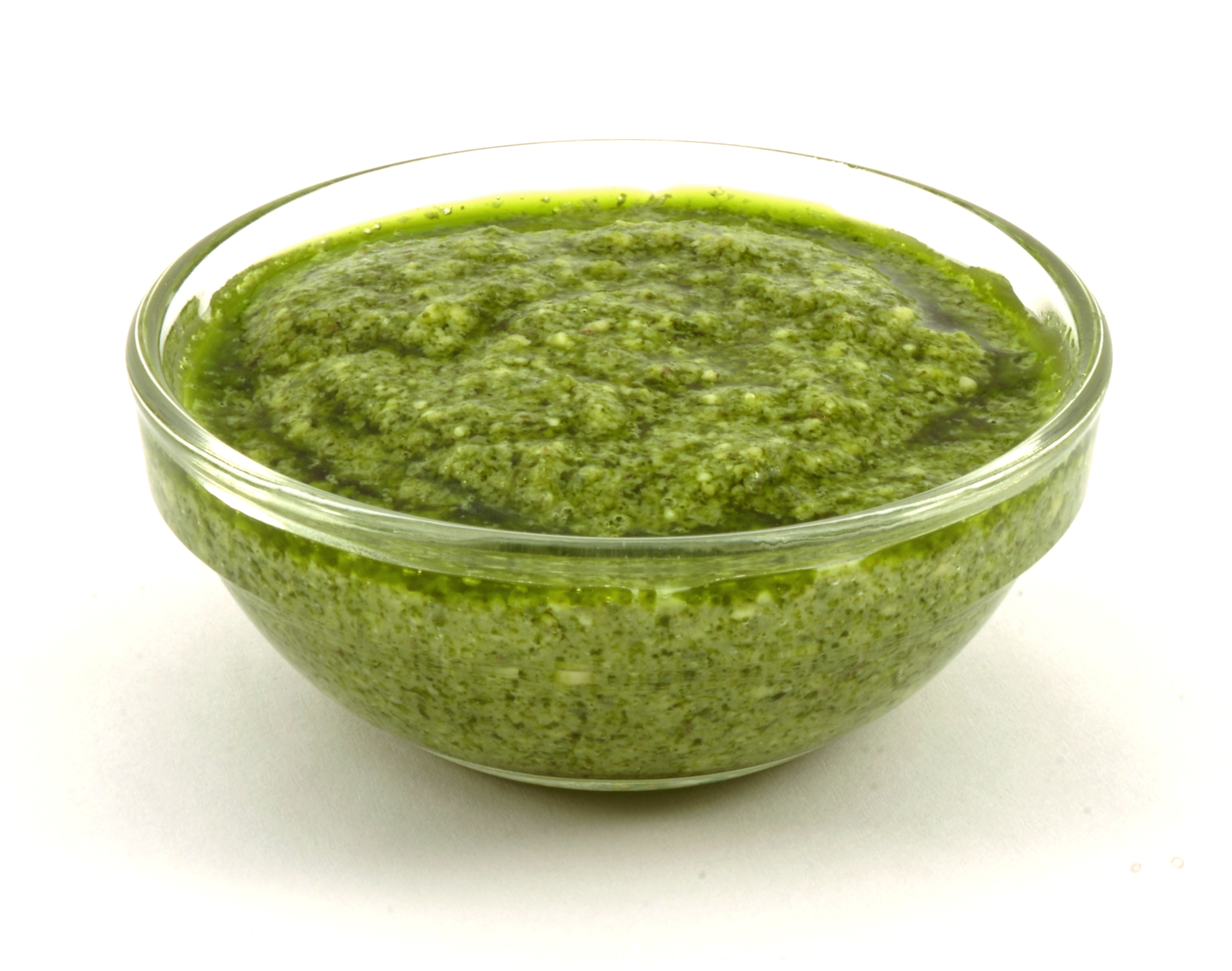
ペスト・ジェノヴェーゼ（バジルをペースト状にしたソース）
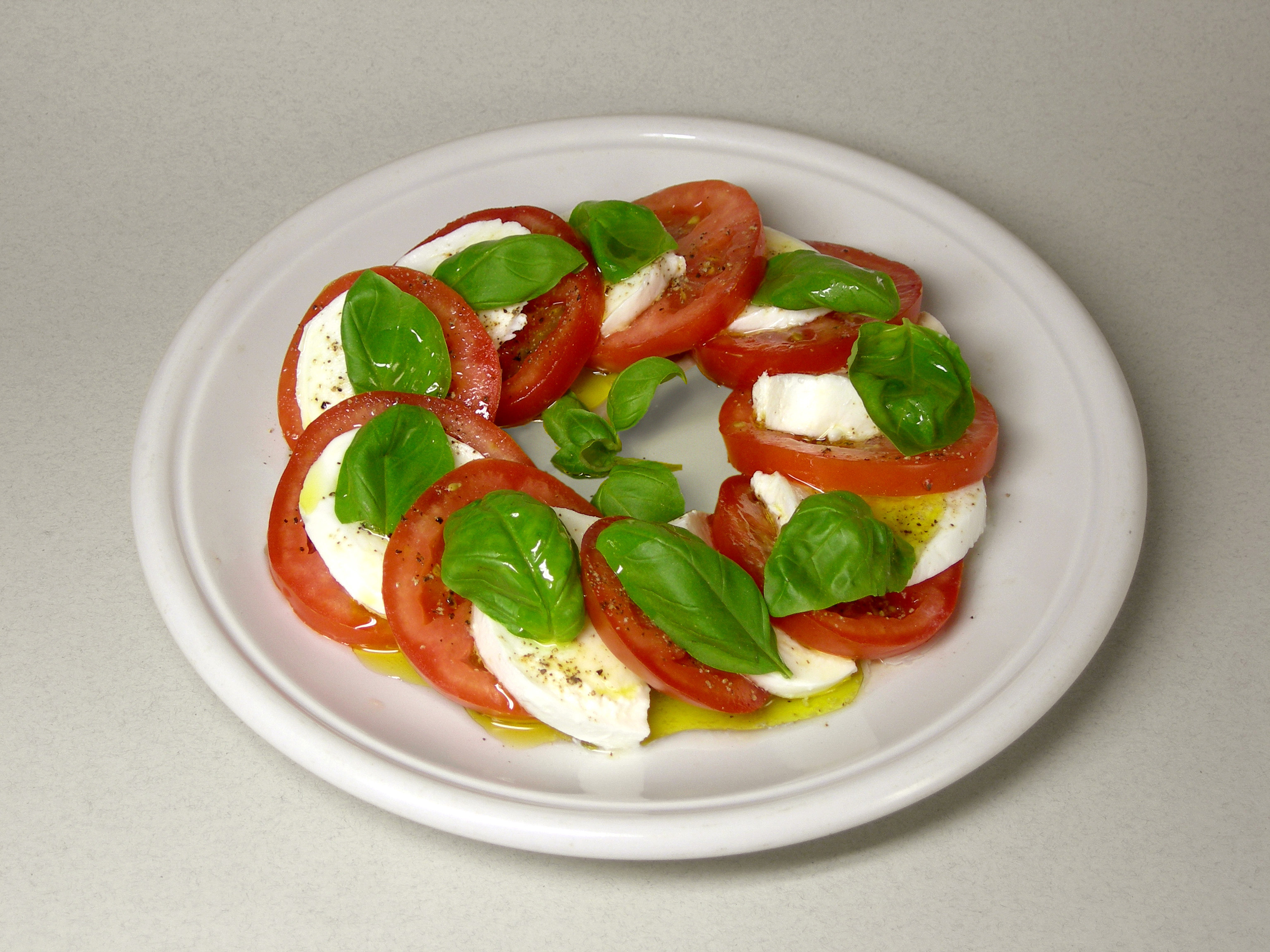
インサラータ・カプレーゼ
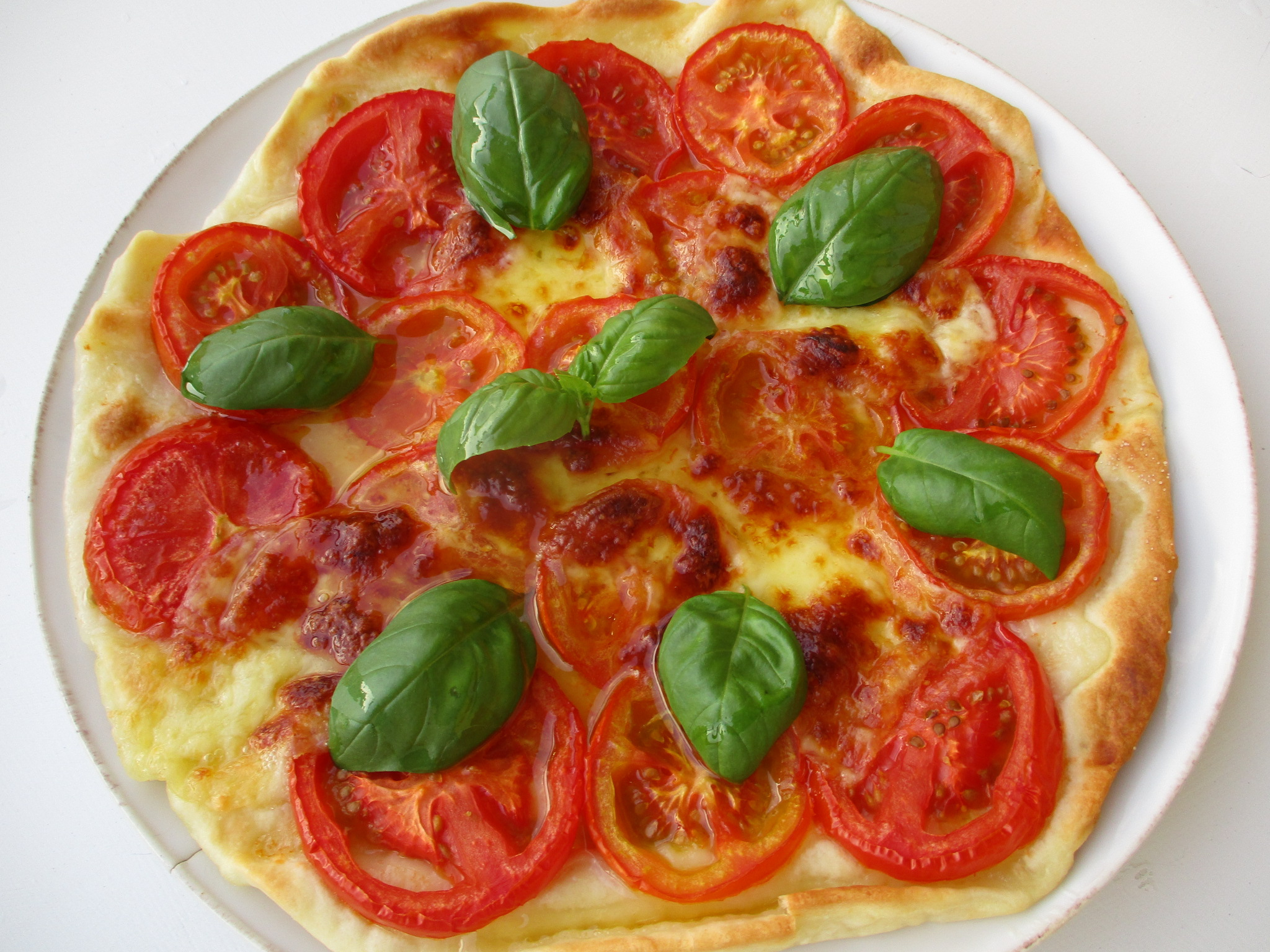
マルゲリータ

### 種子

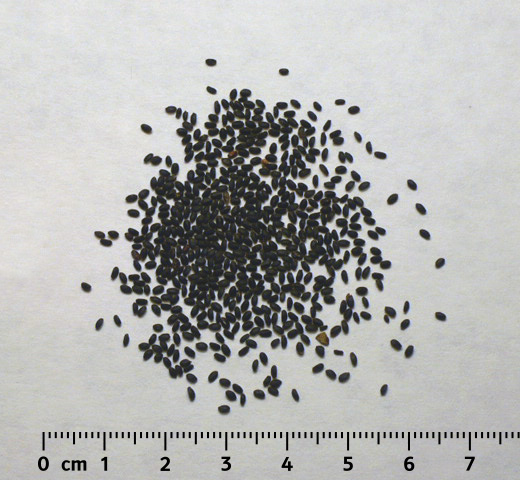
バジルの種子

バジルの種子を水に浸けると、グルコマンナンを多く含むためゲル化する。食物繊維を豊富に含むことからダイエット補助食品としても利用されている。東南アジアとアフガニスタンでは、水に浸した種子をデザートや飲み物にする。

### 栄養
栄養面ではβ-カロテン、ビタミンE、カルシウム、鉄が多い。
特有の香りは精油成分のリナロールやカンファー、オイゲノールなどに由来し、これら成分が精神をリラックスさせる効果や食欲増進作用、胃腸をあたためて消化を促す作用があるといわれている。また、鎮痛作用や殺菌、抗菌、防虫の効果もあるとされている。ただし、これら香りの成分は熱には弱く、料理の仕上げに加えるか、盛り付けの時にフレッシュを加えるようにするとよいといわれている。

### 抗癌作用を主張する研究
かつて、バジルはデザイナーフーズ計画のピラミッドで3群に属しており、3群の中でも、マスクメロン、タラゴン、カラスムギ、アサツキと共に3群の上位に属する、癌予防効果のある食材であると位置づけられていた。

## その他の利用法
乾燥した葉はポプリとして楽しむことができる。民間療法で、乾燥した葉を煎じた液は口内炎に効くとされる。和名のメボウキ（目箒）は、このゲル化した種子を目のごみを取るために使ったことに由来する。
葉色が紫の品種は、観賞用としても栽培されている。

## 分類
スイートバジルが一般的に利用されるが、葉の色や大きさ、香りの異なる品種が豊富にそろっている。
バジルの栽培品種、近縁種、雑種にはレモンバジル（Ocimum basilicum var. citriodorum）、ホーリーバジル（Ocimum tenuiflorum）、タイバジル（O. basilicum var. thyrsiflora、台湾バジルとも）などがある。形態や色などにかなり変異があり、また香りにも変異があるものがある。葉も縮れているもの、チシャ（カッティングレタス）のような形のもの、紫色の色素を持つもの、葉に切れ込みがあるものがある。香りについても、チョウジに似たもの、オレンジやアニスの香りがあるものがある。
バジルの正確な分類は膨大な数の栽培品種、その多形性、メボウキ属の他種や種内での頻繁な他家受粉（これによって新たな雑種が生じる）のため不確かである。Ocimum basilicumには少なくとも60の品種があり、これがさらに分類を複雑にしている。バジルは交雑しやすいため、播種する場合は他の品種の影響に注意する必要がある。
ほとんどのバジルはスイートバジル（Ocimum basilicum）の栽培品種である。
- アニスバジル、リコリスバジル、またはペルシャバジル（O. basilicum 'Licorice）
- シナモンバジル（英語版） (Ocimum basilicum 'Cinnamon') - 全体的に暗紫色を帯びており、紫色の花と緑色の葉が特徴。茎や葉にシナモンのような芳香がある。[3]
- ダークオパールバジル（英語版） (Ocimum basilicum 'Dark Opal')
- レタスリーフバジル（英語版） (Ocimum basilicum 'Crispum')
- パープルバジル (Ocimum basilicum 'Purpurescens')
- ルビンバジル（英語版） (Ocimum basilicum 'Rubin')
- グローブバジル（英語版）、ドワーフバジル、フレンチバジル (Ocimum basilicum 'Minimum')[27]
- タイバジル (Ocimum basilicum thyrsifolium) - 「九層塔」とも呼ばれる。

### 交雑種
- アフリカンブルーバジル（英語版） (Ocimum basilicum X O. kilimandscharicum) - 周年開花し、寒さが増すと葉の紫色が増す[10]。
- スパイシーバジル (Ocimum basilicum X O. americanum)、ホーリーバジルとして販売されていることもある。
- レモンバジル (Ocimum basilicum X O. americanum[28][29]) - バジリコ・リモーネとも。レモンのような爽やかな香りがある[10]。

### 近縁種
- カンファーバジル、アフリカンバジル（O. kilimandscharicum（英語版））
- インドメボウキ、クローブバジル、アフリカンバジルとも（Ocimum gratissimum（英語版））[30][31]
- カミメボウキ、ホーリーバジル（Ocimum tenuiflorum）

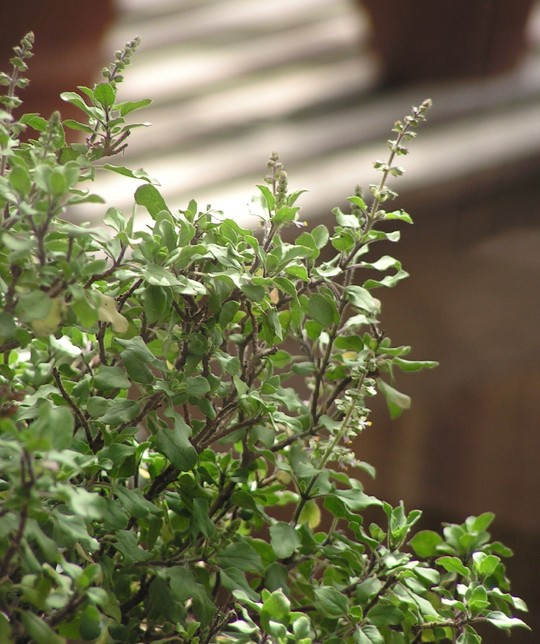
カミメボウキ（ホーリーバジル）

### その他の栽培品種
メボウキ属のいくつかの多種を含むその他複数のバジルがアジアの多くの地域で栽培されている。アジアのバジルのほとんどは、一般的に地中海のバジルよりも強いクローブ様の香りを持つ。最も特筆すべきはホーリーバジル（トゥルシー ）で、ネパールでは民族の植物として敬われている。
レモンバジルはその他の品種とは大きく異なる強いレモン様の匂いと風味を持つ。これはシトラールと呼ばれる物質を含むためである。インドネシアで広く使われる。現地ではケマンギ kemangi と呼ばれ、魚やアヒルの揚げ物の添え物として生のキャベツやサヤインゲン、キュウリと共に生で食べられる。花はピリっとした風味のあるサラダの薬味である。

## 植物化学
栽培品種によって精油成分の比率は異なるため、バジルの香りは様々である。ヨーロッパの品種の精油は高濃度のリナロールとエストラゴールをおよそ3:1の比で含む
。その他の成分は1,8-シネオール、オイゲノール、ミルセンなどである。スイートバジルのクローブ香はオイゲノールに由来する。